# Ludwig Sütterlin (graphiste)
Pour les articles homonymes, voir Ludwig Sütterlin.
Ludwig Sütterlin (23 juillet 1865 à Lahr (Allemagne) – 20 novembre 1917 à Berlin) est l'inventeur d'une graphie qui porte son nom : l'écriture sütterlin.

## Biographie

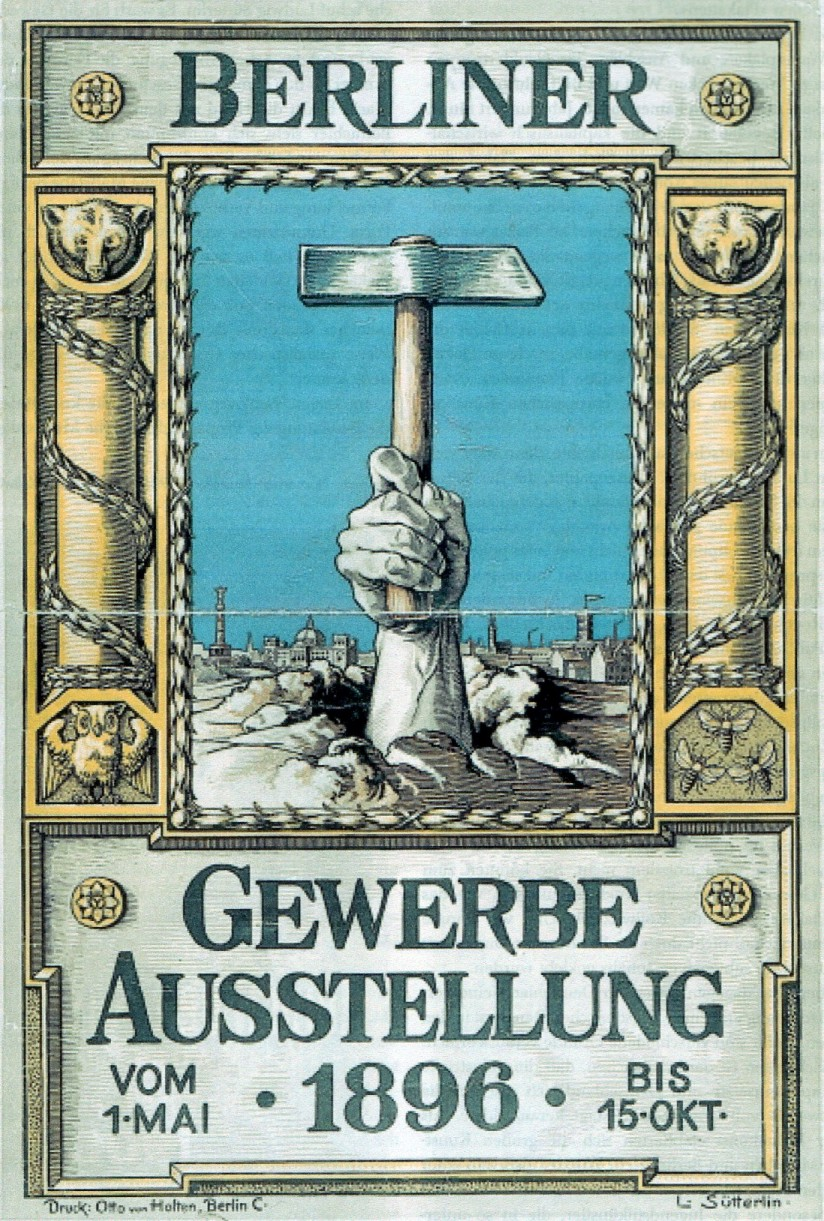
Affiche de Sütterlin pour l'exposition industrielle de Berlin (1896).

Ludwig Sütterlin fut l'élève de Max Koch et d'Emil Döpler. Il créa de nombreuses affiches, dont le « Hammerplakat », l'affiche de l'exposition industrielle de Berlin en 1896.
En 1911, Ludwig Sütterlin développe une nouvelle graphie, sur demande du ministère de la culture de Prusse. Celle-ci fut adoptée et utilisée dès 1913 par la Prusse, puis par de nombreux Länder allemands. Cette écriture, qui porte le nom de son inventeur, fut enseignée jusqu'en 1941, date à laquelle les nazis interdirent son utilisation par deux circulaires (la première du 3 janvier 1941 et la seconde du 1er septembre 1941).